# Abisara pancha
Abisara pancha är en fjärilsart som beskrevs av Hans Fruhstorfer 1914. Abisara pancha ingår i släktet Abisara och familjen Riodinidae. Inga underarter finns listade i Catalogue of Life.